# Antonio Ascari
Antonio Ascari (Bonferraro, Veneto, Kraljevina Italija, 15. rujna 1888. – Pariz, Francuska, 26. srpnja 1925.) je bio talijanski vozač automobilističkih utrka i otac Alberta Ascarija.

## Vanjske poveznice
- Antonio Ascari - Driver Database
- Antonio Ascari - Racing Sports Cars